# Lepidochrysops turlini
Lepidochrysops turlini är en fjärilsart som beskrevs av Henry Stempffer 1971. Lepidochrysops turlini ingår i släktet Lepidochrysops och familjen juvelvingar. Inga underarter finns listade i Catalogue of Life.